# Mezoregion Assis

Mezoregion Assis

Mezoregion Assis – mezoregion w brazylijskim stanie São Paulo, skupia 35 gmin zgrupowanych w dwóch mikroregionach. Liczy 12.739,6 km² powierzchni.

## Mikroregiony
- Assis
- Ourinhos